# Дітмар Гаманн
Дітмар Гаманн (нім. Dietmar Hamann; нар. 27 серпня 1973, Вальдзассен) — німецький футболіст, півзахисник. По завершенні ігрової кар'єри — футбольний тренер.
Як гравець насамперед відомий виступами за клуби «Баварія» та «Ліверпуль», а також національну збірну Німеччини.

## Клубна кар'єра
Вихованець футбольної школи клубу «Баварія». Дорослу футбольну кар'єру розпочав 1993 року в основній команді того ж клубу, в якій провів п'ять сезонів, взявши участь у 105 матчах чемпіонату. Більшість часу, проведеного у складі мюнхенської «Баварії», був основним гравцем команди. За цей час двічі виборював титул чемпіона Німеччини, ставав володарем Кубка Німеччини та володарем Кубка УЄФА.
Протягом 1998—1999 років захищав кольори клубу «Ньюкасл Юнайтед».
Своєю грою за останню команду привернув увагу представників тренерського штабу «Ліверпуля», до складу якого приєднався 1999 року. Відіграв за мерсісайдців наступні сім сезонів своєї ігрової кар'єри. Граючи у складі «Ліверпуля» також здебільшого виходив на поле в основному складі команди. За цей час додав до переліку своїх трофеїв два титули володаря Кубка англійської ліги, ставав володарем Суперкубка Англії, володарем Кубка УЄФА, дворазовим володарем Суперкубка УЄФА та переможцем Ліги чемпіонів УЄФА.
Протягом 2006—2009 років захищав кольори команди клубу «Манчестер Сіті».
Завершив професійну ігрову кар'єру у нижчоліговому клубі «Мілтон-Кінс Донс», за команду якого виступав як граючий тренер протягом 2010—2011 років.

## Виступи за збірні
Протягом 1993—1995 років залучався до складу молодіжної збірної Німеччини. На молодіжному рівні зіграв у 13 офіційних матчах, забив 2 голи.
1997 року дебютував в офіційних матчах у складі національної збірної Німеччини. Протягом кар'єри у національній команді, яка тривала 9 років, провів у формі головної команди країни 59 матчів, забивши 5 голів.
У складі збірної був учасником чемпіонату світу 1998 року у Франції, чемпіонату Європи 2000 року у Бельгії та Нідерландах, чемпіонату світу 2002 року в Японії і Південній Кореї, де разом з командою здобув «срібло», та чемпіонату Європи 2004 року у Португалії,

## Кар'єра тренера
Продовжив тренерську кар'єру 5 липня 2011 року, очоливши тренерський штаб клубу «Стокпорт Каунті», проте вже 7 листопада того ж року подав у відставку через невдалі результати клубу.

## Статистика виступів

### Статистика клубних виступів
| Клуб               | Сезон   | Бундесліга              | Бундесліга              | Кубок Німеччини        | Кубок Німеччини        | Кубок німецької ліги  | Кубок німецької ліги  | Єврокубки | Єврокубки | Інше | Інше  | Усього | Усього |
| Клуб               | Сезон   | Ігор                    | Голів                   | Ігор                   | Голів                  | Ігор                  | Голів                 | Ігор      | Голів     | Ігор | Голів | Ігор   | Голів  |
| ------------------ | ------- | ----------------------- | ----------------------- | ---------------------- | ---------------------- | --------------------- | --------------------- | --------- | --------- | ---- | ----- | ------ | ------ |
| «Баварія»          | 1993-94 | 5                       | 1                       | 0                      | 0                      | -                     | -                     | 0         | 0         | 1    | 0     | 6      | 1      |
| «Баварія»          | 1994-95 | 30                      | 0                       | 1                      | 0                      | -                     | -                     | 6         | 0         | 0    | 0     | 37     | 0      |
| «Баварія»          | 1995-96 | 20                      | 2                       | 2                      | 0                      | -                     | -                     | 7         | 0         | 0    | 0     | 29     | 2      |
| «Баварія»          | 1996-97 | 23                      | 1                       | 4                      | 0                      | -                     | -                     | 2         | 0         | 0    | 0     | 30     | 1      |
| «Баварія»          | 1997-98 | 28                      | 2                       | 5                      | 3                      | 2                     | 0                     | 8         | 1         | 0    | 0     | 41     | 6      |
| Клуб               | Сезон   | Англійська прем'єр-ліга | Англійська прем'єр-ліга | Кубок Англії з футболу | Кубок Англії з футболу | Кубок Футбольної Ліги | Кубок Футбольної Ліги | Єврокубки | Єврокубки | Інше | Інше  | Усього | Усього |
| Клуб               | Сезон   | Ігор                    | Голів                   | Ігор                   | Голів                  | Ігор                  | Голів                 | Ігор      | Голів     | Ігор | Голів | Ігор   | Голів  |
| «Ньюкасл Юнайтед»  | 1998-99 | 23                      | 4                       | 7                      | 1                      | 1                     | 0                     | 0         | 0         | 0    | 0     | 31     | 5      |
| «Ліверпуль»        | 1999-00 | 28                      | 1                       | 2                      | 0                      | 0                     | 0                     | 0         | 0         | 0    | 0     | 30     | 1      |
| «Ліверпуль»        | 2000-01 | 30                      | 2                       | 5                      | 1                      | 5                     | 0                     | 13        | 0         | 0    | 0     | 53     | 3      |
| «Ліверпуль»        | 2001-02 | 31                      | 1                       | 2                      | 0                      | 1                     | 0                     | 13        | 0         | 1    | 0     | 48     | 1      |
| «Ліверпуль»        | 2002-03 | 30                      | 2                       | 1                      | 0                      | 1                     | 0                     | 9         | 0         | 1    | 0     | 42     | 2      |
| «Ліверпуль»        | 2003-04 | 25                      | 2                       | 4                      | 0                      | 1                     | 0                     | 5         | 1         | 0    | 0     | 35     | 3      |
| «Ліверпуль»        | 2004-05 | 30                      | 0                       | 0                      | 0                      | 3                     | 0                     | 10        | 1         | 0    | 0     | 43     | 1      |
| «Ліверпуль»        | 2005-06 | 17                      | 0                       | 2                      | 0                      | 1                     | 0                     | 11        | 0         | 1    | 0     | 31     | 0      |
| «Манчестер Сіті»   | 2006-07 | 16                      | 0                       | 2                      | 0                      | 1                     | 0                     | 0         | 0         | 0    | 0     | 19     | 1      |
| «Манчестер Сіті»   | 2007-08 | 29                      | 0                       | 3                      | 0                      | 2                     | 0                     | 0         | 0         | 0    | 0     | 34     | 0      |
| «Манчестер Сіті»   | 2008-09 | 9                       | 0                       | 1                      | 0                      | 0                     | 0                     | 8         | 1         | 0    | 0     | 18     | 1      |
| «Мілтон-Кінс Донс» | 2010-11 | 12                      | 0                       | 0                      | 0                      | 1                     | 0                     | 0         | 0         | 0    | 0     | 13     | 0      |
| Всього             | Всього  | 386                     | 18                      | 41                     | 5                      | 19                    | 0                     | 92        | 4         | 4    | 0     | 538    | 27     |

## Титули і досягнення
- Чемпіон Німеччини (2):

«Баварія»: 1994, 1997
- Володар Кубка Німеччини (1):

«Баварія»: 1998
- Володар Кубка німецької ліги (1):

«Баварія»: 1997
- Володар Кубка Футбольної ліги (2):

«Ліверпуль»: 2001, 2003
- Володар Суперкубка Англії з футболу (1):

«Ліверпуль»: 2001
- Володар Кубка УЄФА (2):

«Баварія»: 1996
«Ліверпуль»: 2001
- Володар Суперкубка УЄФА (2):

«Ліверпуль»: 2001, 2005
- Переможець Ліги чемпіонів УЄФА (1):

«Ліверпуль»: 2005
- Віце-чемпіон світу: 2002